# Сметанин, Григорий Александрович
Сметанин Григорий Александрович (1 февраля 1894, Тамбов — 2 января 1952, Москва) — русский композитор, музыкальный педагог, музыкальный общественный деятель.

## Биография
Родился 1 февраля 1894 года в Тамбове (с. Стрельцы). Окончил Тамбовское музыкальное училище по классу композиции в 1911 году. В 1918 принимает участие в создании Тамбовского Пролеткульта и хора при нём, с которым в период 1918—1922 годов выступал на фронтах гражданской войны.
В 1922—1950 годы преподает теоретические предметы в Тамбовском музыкальном училище (ныне ТГМПИ им. С. В. Рахманинова).
В 1935—1937 — заведующий композиторским отделением. Хормейстер оперной студии (1929—1932), один из создателей музыкальной студии Тамбовского радио.
Был председателем правления Союза композиторов с 1933 по 1941, сначала Воронежского, затем — Тамбовского.
1943—1945 — Руководитель хора Тамбовской филармонии. В период Великой Отечественной войны — руководитель кружков музыкальной самодеятельности, давших 300 концертов.
Руководитель экспедиции по сбору народных песен Тамбовской области (1950). Автор оперы, музыкальной комедии, оратории, кантат, симфоний, музыки к спектаклям. Обладатель многих профессиональных премий, в том числе поощрительной премии конкурса на создание гимна СССР (1943).

## Сочинения
Оперы: Гирей-хан (1935), Котовский (неоконченная); оратория «Зоя» (сл. М. Алигер, 1948); симфонии: I (1920-е), II, III (1930-е), поэма «Завод» (1920-е), Поэма, посвященная героической борьбе советского народа против фашистских захватчиков; две сонаты, две прелюдии, прелюдия-ноктюрн, пьесы; для хора— Туча (сл. А. Пушкина), Марш победы (сл. Б. Дальнего), Слава (сл. С. Милосердова), В лесу прифронтовом (сл. М. Исаковского); романсы и песни (50) — Два цикла романсов (сл. А. Пушкина, М. Лермонтова), песни: Песня о Волге (сл. А. Жарова), Песенка (1931), Вечерком за речкою (обе на сл. Ф. Чернышева, 1935), Партизан Железняк (1936), Ты не вейся, чёрный ворон (обе на сл. М. Голодного, 1937), В землянке (сл. А. Суркова), Тракторист, Великий сев (обе на сл. Б. Дальнего, 1947), Первомайский гимн (сл. В. Кириллова), Вечерком за речкой (сл. Ф. Чернышева); музыка к спектаклям (более 10);
Также занимался обработкой русских народных песен.